# Beaver Bay
Beaver Bay és una població dels Estats Units a l'estat de Minnesota. Segons el cens del 2000 tenia 175 habitants.

## Demografia
Segons el cens del 2000, Beaver Bay tenia 175 habitants, 93 habitatges, i 50 famílies. La densitat de població era de 137,9 habitants per km².
Dels 93 habitatges en un 14% hi vivien nens de menys de 18 anys, en un 40,9% hi vivien parelles casades, en un 8,6% dones solteres, i en un 46,2% no eren unitats familiars. En el 40,9% dels habitatges hi vivien persones soles el 10,8% de les quals corresponia a persones de 65 anys o més que vivien soles. El nombre mitjà de persones vivint en cada habitatge era d'1,88 i el nombre mitjà de persones que vivien en cada família era de 2,48.
Per edats la població es repartia de la següent manera: un 15,4% tenia menys de 18 anys, un 10,9% entre 18 i 24, un 23,4% entre 25 i 44, un 28,6% de 45 a 60 i un 21,7% 65 anys o més.
L'edat mediana era de 46 anys. Per cada 100 dones de 18 o més anys hi havia 120,9 homes.
La renda mediana per habitatge era de 30.000 $ i la renda mediana per família de 47.500 $. Els homes tenien una renda mediana de 30.893 $ mentre que les dones 17.500 $. La renda per capita de la població era de 18.415 $. Entorn del 15,9% de les famílies i el 21,2% de la població estaven per davall del llindar de pobresa.

## Poblacions més properes
El següent diagrama mostra les poblacions més properes.